# Placas de identificação de veículos em Cuba

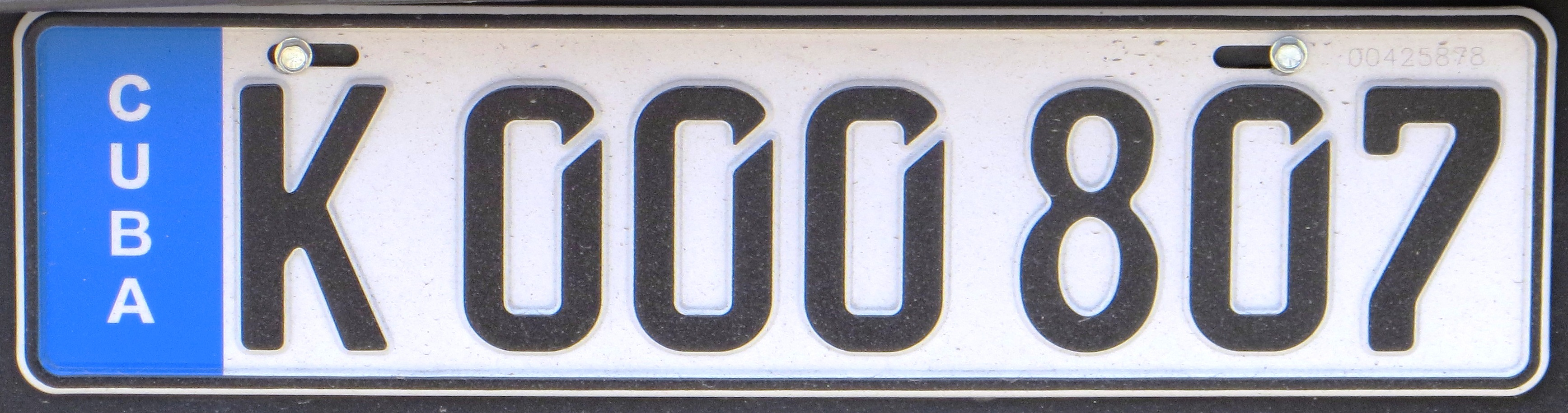
O atual sistema de emplacamento em Cuba, adotado em 2013.

O sistema atual de placas de identificação de veículos em Cuba foi introduzido em maio de 2013. 

## Sistema corrente (desde 2013)
É composto por uma letra e seis números (L NNN NNN) e atualmente apresenta as seguintes categorias:
| Letra | Categoria              |
| ----- | ---------------------- |
| A     | Propriedade do Estado  |
| F     | Forças Armadas cubanas |
| P     | Particulares           |
| T     | Aluguel para turistas  |

As placas têm dimensões semelhantes às europeias, com a inscrição CUBA em uma faixa azul na extremidade esquerda, com a fonte FE-Schrift. Deve substituir completamente o sistema anterior, cuja última atualização ocorreu em 2002 e está descrito a seguir.

## Sistema anterior (até 2013)
No sistema vigente até 2013 as placas de identificação de veículos cubanas continham três letras e três números (LLL NNN), tendo a primeira e a segunda letras, assim como a cor, grande significado. Veículos comuns também possuíam um pequeno dígito na parte inferior da placa, de 0 a 9, indicando o tipo de veículo.

### Primeira letra

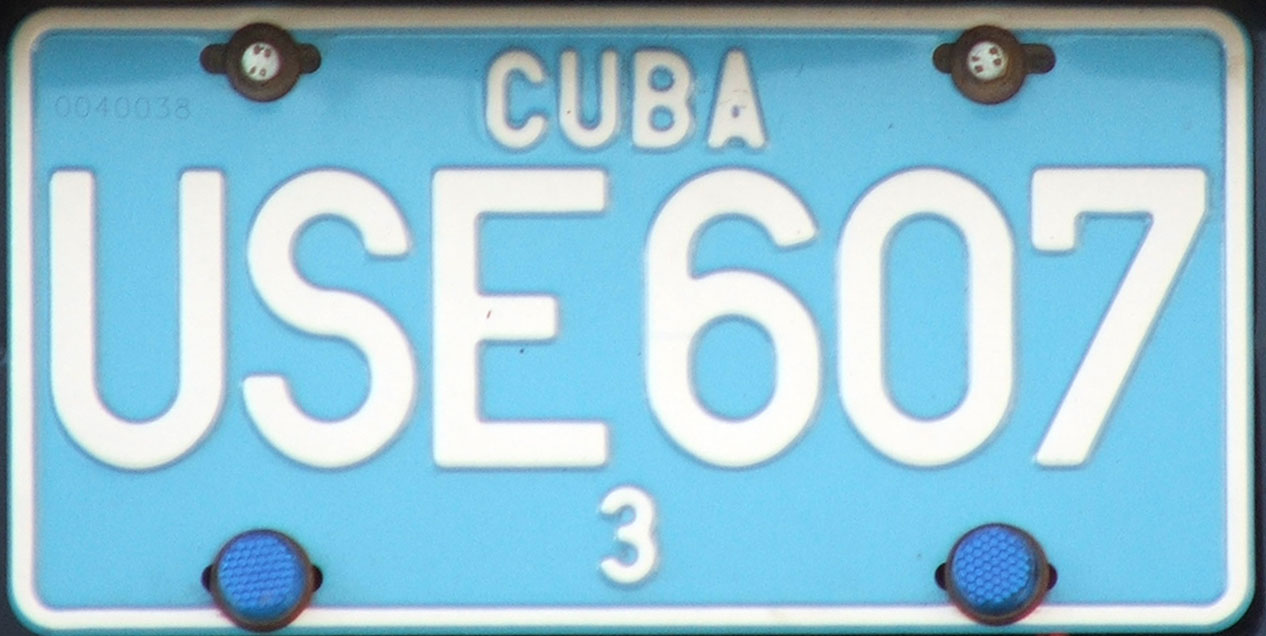
Uma placa cubana utilizando o sistema anterior a 2002.

A primeira letra indicava a província na qual a placa foi registrada. Até 2011, B era usado para indicar a antiga província de La Habana, cujo território foi dividido para a criação das províncias de Artemisa e Mayabeque.
| Província         | Primeira letra da placa |
| ----------------- | ----------------------- |
| Pinar del Río     | P                       |
| Artemisa          | B                       |
| Mayabeque         | B                       |
| Havana            | H                       |
| Matanzas          | M                       |
| Cienfuegos        | F                       |
| Villa Clara       | V                       |
| Sancti Spiritus   | S                       |
| Ciego de Ávila    | A                       |
| Camagüey          | C                       |
| Las Tunas         | T                       |
| Granma            | G                       |
| Holguín           | O                       |
| Santiago de Cuba  | U                       |
| Guantánamo        | N                       |
| Ilha da Juventude | I                       |

### Segunda letra e cor
A segunda letra indicava o tipo de propriedade e utilização do veículo.
| Segunda letra da placa | Cor da placa | Categoria                                                                                              |
| ---------------------- | ------------ | --- |
| A                      | branca       | ministros de governo, oficiais de província e funcionários de Estado de alto escalão                   |
| A                      | marrom clara | funcionários de governo de baixo escalão                                                               |
| D / E / F / G / H      | amarela      | veículos particulares                                                                                  |
| K                      | amarela      | veículos particulares pertencentes a estrangeiros                                                      |
| K                      | marrom clara | veículos de propriedade de companhias estrangeiras, jornalistas estrangeiros e instituições religiosas |
| R                      | amarela      | motocicletas particulares e "cocotaxis"                                                                |
| S / T / U / V / W      | azul         | veículos de propriedade do Estado                                                                      |
| Y / Z                  | azul         | motocicletas de propriedade do Estado                                                                  |

### Placas especiais
Veículos pertencentes às Forças Armadas de Cuba e ao Ministério do Interior cubano (MININT) usavam placas com uma letra (A, B, C, F ou S) seguidos por cinco dígitos (LNNNNN). Nos veículos do Exército Cubano havia a sigla "FAR" (de Fuerzas Armadas Revolucionarias, "Forças Armadas Revolucionárias") inscrita na parte inferior central da placa, ou "MININT" (Ministerio del Interior), se referente a veículo do Ministério do Interior. Placas de veículos militares usavam a cor verde-clara, enquanto os veículos do Ministério do Interior usavam placas verdes-escuras.
Veículos diplomáticos usavam seis dígitos sem letras a precedê-los (NNNNNN). Havia uma pequena letra ("D", "C" ou "E") na parte inferior central da placa indicando a natureza do serviço (D = diplomático, C - consular, E - outros status). Sua cor era preta.
Carros de aluguel tinham placas começadas por T (de "turista"), seguido por cinco dígitos, com fundo vermelho-escuro. Veículos com placas provisórias tinham a letra atribuída à província seguida por quatro dígitos e uma letra P, com o fundo vermelho-claro
Veículos pertencentes às Forças Armadas dos Estados Unidos, em uso na Base Naval da Baía de Guantánamo, usam placas com uma letra e quatro dígitos e as seguintes inscrições: "U.S.N.B." e "Gtmo Bay Cuba".